# Місевич Василь Хризонтович
Васи́ль Хризо́нтович Місе́вич (21 листопада 1941, Шипинці, нині Україна) — український поет, член Національних спілок журналістів і письменників України. Лауреат літературно-мистецьких премій ім. С. Воробкевича, Д. Загула(2004 р.) та В.Симоненка(2011 р.).

## Загальна інформація
У творчому доробку — книги «Білий лелека», «Шипинський вертеп», «Солов'ї у снігах», «Молитва яблунь у саду», «Голос гір і потоків», «Вікно на дорогу», «Цю мить освяти», «І лежатиме сонце мені у ногах», «Дерев осінній передзвін». Окремими виданнями вийшли книжки для дітей молодшого шкільного віку «Василинки» і «Захотів осел літати».
Поезії Василя Місевича образні, непідкупні і щирі, насичені карпатським колоритом. Окремі з них перекладалися російською, молдовською та італійською мовами.